# Grêmio Barueri
Grêmio Barueri Futebol – brazylijski klub piłkarski z siedzibą w mieście Barueri leżącym w stanie São Paulo. Do lutego 2010 klub nosił nazwę Gremio Barueri, z siedzibą w mieście Barueri, ale na skutek nieporozumień z władzami miasta, klub przeniesiono do miasta Prudente (ok. 800 km od São Paulo). Po sezonie klub powrócił do Barueri.

## Osiągnięcia
- Mistrz drugiej ligi stanowej (Campeonato Paulista Série A2): 2006
- Mistrz trzeciej ligi stanowej (Campeonato Paulista Série A3): 2005

## Historia
Klub Grêmio Recreativo Barueri założony został 26 marca 1989 roku z inicjatywy władz miasta. Od września 1997 roku do czerwca 1998 roku głównym sponsorem klubu był Bandeirantes Bank. Kolejnym sponsorem od sierpnia 1998 roku do maja 1999 roku była firma Mackenzie/Microcamp. W roku 2000 klub zawarł umowę z nowym sponsorem - Roma Incorporadora, zmieniając na czas umowy nazwę na Roma Barueri. W roku 2001 klub przekształcił swoją sekcję piłkarską na zawodową i przystąpił do mistrzostw stanu São Paulo zaczynając od szóstej ligi stanowej (Campeonato Paulista Série B3). W roku 2005 Barueri wygrał trzecią ligę stanową (Campeonato Paulista Série A3) pokonując w finale rezerwy klubu SE Palmeiras.
W roku 2006 Barueri wygrał drugą ligę stanową (Campeonato Paulista Série A2) pokonując w finale klub Sertãozinho i awansując dzięki temu do pierwszej ligi Campeonato Paulista. W tym samym roku klub pierwszy raz przystąpił do rozgrywek trzeciej ligi brazylijskiej (Campeonato Brasileiro Série C) i od razu dzięki zajęciu czwartego miejsca awansował do drugiej ligi (Campeonato Brasileiro Série B).